# 吉良町
吉良町（日语：／ Kira chō */?）是日本愛知縣中南部的町。已在2011年4月1日併入西尾市。